# Gaspare Finali
Gaspare Finali (Cesena, 20 maggio 1829 – Marradi, 8 novembre 1914) è stato un letterato, patriota, politico e avvocato italiano.

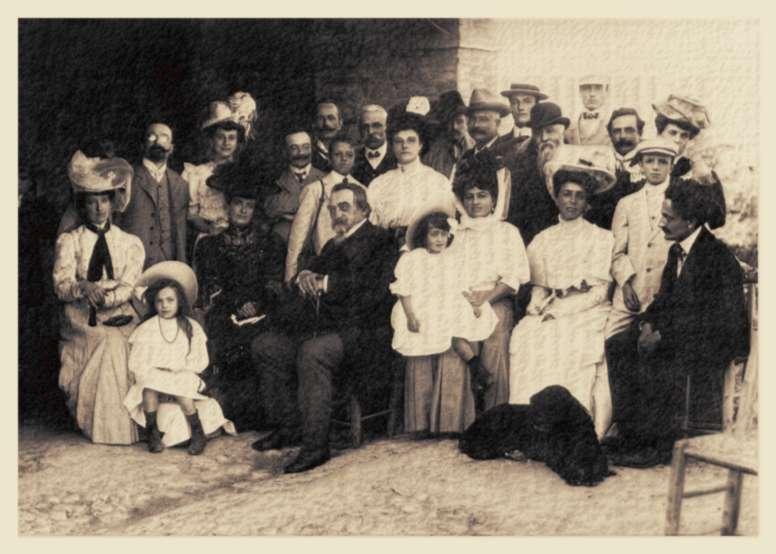
Gaspare Finali in famiglia.

Fu deputato, senatore, ministro del Regno d'Italia nonché presidente della Corte dei Conti.
A Cesena il quartiere di Case Finali deve il nome al fatto che Gaspare Finali avesse diverse proprietà immobiliari disseminate sul suo territorio.

## Biografia
Cospiratore mazziniano, sfugge alla polizia austriaca che lo cerca per arrestarlo (1855), si rifugia per due mesi a Cesena nel Palazzo del marchese Alessandro VI Ghini. La famiglia Ghini ha ospitato per due mesi in clandestinità nel palazzo Ghini di via Chiaramonti (quello sito esattamente di fronte al palazzo Chiaramonti) il patriota Gaspare Finali in fuga dall'esecuzione. Là due volte si recò a salutarlo il padre e il fratello Amilcare (anch'egli fuggiasco) e la madre. A sapere che si nascondeva a palazzo, vi erano solo il marchese Ghini di cui era amico e che ricordò in diverse opere, e la cameriera personale della marchesa che si prendeva cura di lui. Uscirono da Cesena per Porta Trova allora sorvegliata da finanzieri pontifici e guardie austriache. Gaspare Finali, che si era fatto crescere la barba di due mesi, riuscì grazie alle figure rispettabilissime e vicine al Papa e all'Austria dei marchesi Ghini moglie e marito in carrozza a uscire dalla città e a incontrare a Capo di Colle Andrea Maltoni di Meldola. Ciò salvò Gaspare Finali dall'esecuzione certa e gli permise, di riparare in Toscana e Piemonte, dove fu accolto come sostenitore del Re.
Nel 1859 viene eletto deputato all'Assemblea delle Romagne, fu nominato segretario del Governatore Leonetto Cipriani (settembre-novembre), poi fu eletto al Parlamento del Regno di Sardegna.
Segretario di Valerio nelle Marche, fu deputato e ministro dell'agricoltura, dell'industria e del commercio nel secondo Governo Minghetti (dal 1873 al '76), ministro dei lavori pubblici nel secondo Governo Crispi e ministro del tesoro nel Governo Saracco.
Nominato consigliere della Corte dei Conti nel 1869 da Quintino Sella, ne divenne poi presidente di sezione nel 1891 e primo presidente dal 1893 al 1907.
Venne nominato senatore il 9 novembre 1872, ed è stato vicepresidente del Senato; nel 1893 fu a capo della Commissione d'inchiesta sullo scandalo della Banca Romana, e nel 1905 presiedette la Commissione sul problema del riscatto delle linee ferroviarie gestite dalla Società italiana per le strade ferrate.
Tradusse le commedie di Plauto, scrisse un volume di ricordi politici delle Marche (1896) ripubblicati recentemente e varie monografie sul Risorgimento.
Da lui ha preso nome una zona di Cesena (chiamata appunto Case Finali), città della quale è stato sindaco nel 1892.
Ha vissuto gli ultimi anni della sua vita presso la Villa di Gruffieto (tra Palazzuolo sul Senio e Marradi)
È stato sepolto in una cappella al cimitero monumentale di Cesena.